# Conclusión muy repugnante
En el campo de la ética de la población, la conclusión muy repugnante es una variante reforzada de la paradoja de la mera adición. Esta sostiene que, para cualquier población que experimente niveles muy altos de bienestar, ciertos marcos éticos —particularmente el utilitarismo total— podrían considerar preferible una población mucho mayor en la que la mayoría de los individuos tengan vidas apenas dignas de ser vividas, y algunos experimenten un sufrimiento significativo. La suma total del bienestar en ese mundo podría superar la de una población más pequeña y feliz, lo que lo convertiría en un resultado superior según ciertos criterios evaluativos.
Esta conclusión presenta un desafío aún más severo a las intuiciones morales que la conclusión repugnante estándar, ya que parece entrar en conflicto con valores igualitarios y prioritaristas. Como respuesta, algunos filósofos abogan por revisar las teorías éticas predominantes en lugar de aceptar implicancias tan contraintuitivas.

## La conclusión repugnante
Formulada inicialmente por el filósofo Derek Parfit, la conclusión repugnante sugiere que una población muy grande con vidas apenas dignas de ser vividas es mejor que una población más pequeña con una calidad de vida muy alta. Esto se debe a que, según algunas teorías éticas, el mero número de individuos en la población más grande, incluso con su menor bienestar, supera el mayor bienestar de la población más pequeña. Esta conclusión desafía las intuiciones morales tradicionales sobre el valor de la vida y el bienestar.

## La conclusión muy repugnante
Basándose en la conclusión repugnante, la conclusión muy repugnante afirma explícitamente que, para cualquier población con un bienestar muy elevado, existe otra población más numerosa, con un número significativo de individuos con bienestar negativo y muchos más con bienestar apenas positivo, que aún así se considera mejor. Esta idea complica aún más el panorama ético al introducir la posibilidad de que una población con una mezcla de bienestar negativo y apenas positivo pueda ser moralmente preferible a una con bienestar uniformemente alto.

## Implicaciones éticas
La conclusión repugnante y su versión más fuerte, la conclusión muy repugnante, plantean preguntas profundas sobre cómo deberíamos ponderar el bienestar de diferentes individuos y poblaciones. Desafían la noción de que la calidad de vida es más importante que la cantidad de vidas, sugiriendo que el mero número de personas en una población puede superar la calidad de sus vidas. Esto lleva a una reevaluación de las intuiciones morales tradicionales y obliga a una reflexión más profunda sobre qué constituye un mundo bueno.